# L'Œil du héron
L'Œil du héron (titre original : The Eye of the Heron) est un roman de science-fiction d'Ursula K. Le Guin, écrivaine américaine, publié pour la première fois dans l'anthologie de science-fiction Millennial Women, en 1978. Selon Le Guin, il peut éventuellement être inclus dans son Cycle de l'Ékumen, même si c'est sans importance pour le récit, et elle a déclaré considérer ce roman comme sa première œuvre véritablement centrée sur un personnage féminin ; il marque un tournant plus féministe dans l'œuvre de Le Guin, avant la publication de son essai The carrier bag theory of fiction (La théorie de la fiction-panier) en 1986 puis  du roman Tehanu en 1990.

## Cadre fictif
L'Œil du héron est un roman de science-fiction dont l'intrigue se déroule sur la planète fictive de Victoria dans un futur spéculatif, probablement à un moment indéterminé du 22ème siècle. Cette planète fut colonisée pendant environ un siècle et ne communique pas avec la Terre. La protagoniste est une jeune fille appelée Luz, mais c'est la troisième personne qui est employée, et le point de vue de différents personnages est présenté. Bien qu'il contienne les thèmes spécifiques à Ursula K. Le Guin, ainsi que son style, ce roman est souvent considéré comme mineur à l'échelle de l’œuvre de cette auteure.

## Titre
Le titre se réfère à un animal fictif vivant sur la planète Victoria que les premiers colons ont appelé héron en raison de quelques similitudes superficielles avec le héron terrestre. Les rencontres des personnages avec ces animaux se produisent dans des moments d'introspection significative. Par exemple, ils se déroulent quand ils rencontrent des éléments qu'ils considèrent comme étranges.  

## Résumé
La planète Victoria reçut deux vagues de colons de la Terre : d'abord deux navires de prison fondant une colonie pénale puis un bateau d'exilés politiques. Les descendants des prisonniers habitent principalement la Cité. Les descendants des exilés politiques, le « Peuple de Paix », habitent la ville de Shantih (Zona dans la traduction en français). Ces derniers, dont l'activité principale est l'agriculture, veulent établir une autre vallée plus loin de la ville. Les «chefs» de la ville ne veulent pas perdre le contrôle qu'ils croient avoir sur les habitants. Ainsi, ils prennent des mesures pour éviter toute expansion.

## Personnages

### Personnages de la Cité
- Luz Marina Falco Cooper
- Louis Burnier Falco (père de Luz et chef)
- Herman Macmilan
- Capitaine Eden

### Personnages de Shantih
- Vera Adelson
- Lev Shults
- Southwind
- Andre
- Hari
- Elia

## Principaux thèmes
Les thèmes principaux de L'Œil du héron sont communs à une grande partie de la fiction d'Ursula K. Le Guin. Par exemple, il s'agit des constructions sociales de genre, des interactions entre les individus de différentes sociétés, et du contact avec ce qui est perçu comme étranger. Ce roman explore également différentes formes d'organisation sociale et politique en juxtaposant l'anarchisme pacifiste et l'oligarchie violente. Des voyages fictifs effectués par les personnages reflètent leurs voyages introspectifs. 

Lorsqu'un journaliste demande à Ursula K. Le Guin, dans une interview de 1995, quel rôle a joué le mouvement féministe dans son écriture, elle situe L'Œil du héron comme un tournant dans le développement de son travail d'écrivaine : 
« J'ai progressivement réalisé que ma propre fiction me disait que je ne pouvais plus ignorer la partie féminine. Alors que j'écrivais L'Œil du héron en 1977, la protagoniste insistait pour s'auto-détruire avant le milieu du livre. Je me suis dit : « Hé, tu ne peux pas faire ça, tu es l'héroïne. Où est mon livre ? » J'ai arrêté d'écrire. Il y avait une femme dans ce livre, mais je ne savais pas comment écrire sur les femmes. J'ai tâtonné pendant un bon moment, puis j'ai trouvé des conseils dans la théorie féministe. J'ai été très enthousiaste lorsque j'ai découvert que la critique littéraire féministe était quelque chose que je pouvais lire et apprécier. J'ai lu le Norton Book of Literature by Women d'un bout à l'autre. Il est devenu ma bible. Il m'a appris que je n'étais plus obligée d'écrire comme une sorte d'homme à titre honorifique, que je pouvais écrire comme une femme et me sentir ainsi libérée. »

## Allusions dans d'autres œuvres
Le texte anglais de L'Œil du héron contient l'expression « beginning place », repris dans The Beginning Place, roman d'Ursula K. Le Guin publié en 1980. 

## Prix et nominations
- 21e place du prix Locus du meilleur roman de science-fiction 1979[6].

## Éditions
- The Eye of the Heron, dans Millennial Women, Delacorte Press, 1978, 305 p.  (ISBN 0-440-05599-7)
- L'Œil du héron, Presses de la Cité, coll. « Superlights » no 9, août 1983, trad. Isabelle Delord, 192 p.  (ISBN 2-258-01246-5)
- L'Œil du héron, Les Moutons électriques, coll. « Hélios », 18 juin 2021, trad. Isabelle D. Philippe, 172 p.  (ISBN 978-2-36183-736-5)